# You Don't Love Me
You Don't Love Me is de derde single van het album Inside In/Inside Out van The Kooks. Het nummer kwam 9 januari 2006 op single uit. Het behaalde de 12e positie in de UK Singles Chart. In Nederland had het nummer geen hitsucces.

## Tracks
- CD VSCDT1910

1. "You Don't Love Me" – 2:35
2. "Slave to the Game" – 3:00

- 7" VS1910)

1. "You Don't Love Me" – 2:35
2. "Lonely Cat" – 3:00

- Maxi-CD VSCDX1910

1. "You Don't Love Me" (live at the Garage) – 2:50
2. "See the World" (acoustic - live at Abbey Road) – 2:25
3. "The Window Song"
4. "You Don't Love Me" (video)
5. "See the World" (video)